# Szprotawa
Szprotawa là một thị trấn thuộc huyện Żagański, tỉnh Lubuskie ở tây Ba Lan. Thị trấn có diện tích 11 km². Đến ngày 1 tháng 1 năm 2011, dân số của thị trấn là 12341 người và mật độ 1127 người/km².